# 矢島鉄也
矢島 鉄也（やじま てつや）は、日本の厚生労働技官、医学博士、医師。厚生労働省大臣官房技術総括審議官や、厚生労働省健康局長、千葉県病院事業管理者、日本健康・栄養食品協会理事長、千葉大学客員教授等を歴任。

## 人物・経歴
東京都出身。1982年千葉大学医学部卒業、厚生省入省、千葉県救急医療センター臨床研修。1988年福井県厚生部保健予防課長。1997年鹿児島県保健福祉部長。1999年千葉大学博士（医学）。2001年厚生労働省保険局医療課企画官。2003年厚生労働省社会・援護局障害保健福祉部精神保健福祉課長。2005年厚生労働省健康局総務課生活習慣病対策室長。
2007年厚生労働省大臣官房厚生科学課長。2009年国立がんセンター運営局長。2010年厚生労働省大臣官房技術総括審議官。2012年から厚生労働省健康局長を務め、第二次健康日本21の推進などにあたった。2013年退官、千葉大学客員教授。2014年千葉県病院局長（病院事業管理者）。2020年厚生労働省参与、日本健康・栄養食品協会理事長。